# 近的
近的（きんてき）は、全日本弓道連盟弓道競技規則によって定められた、弓道競技種目の一種。射距離は28メートル。的の直径は36センチメートル。的中制と採点制がある。的中制の場合は霞的か星的を用い、採点制の場合は霞的を用いる。
現在の国体弓道競技は、的中制近的競技と、得点制遠的競技（60メートル）の2種から成る。